# Distrito de Shahid Bhagat Singh Nagar
Shahid Bhagat Singh Nagar (en punyabí: ਨਵਾਂਸ਼ਹਿਰ ਜ਼ਿਲਾ) es un distrito de la India en el estado de Punyab. Código ISO: IN.PB.ISO.
Comprende una superficie de 1258 km².
El centro administrativo es la ciudad de Nawanshahr.

## Demografía
Según censo 2011 contaba con una población total de 614 362 habitantes, de los cuales 299 947 eran mujeres y 314 415 varones.